# Val-de-Virieu
Val-de-Virieu es una comuna nueva francesa situada en el departamento de Isère, de la región de Auvernia-Ródano-Alpes.

## Historia
Fue creada el 1 de enero de 2019, en aplicación de una resolución del prefecto de Isère de 11 de octubre de 2018 con la unión de las comunas de Panissage y Virieu, pasando a estar el ayuntamiento en la antigua comuna de Virieu.

## Demografía
Según los datos aportados en la resolución del prefecto de Isère, la comuna se crea con 1585 habitantes.

## Composición
| Comuna fusionada | Código INSEE | Población (2016) | Superficie (km²) | Densidad (hab./km²) |
| ---------------- | ------------ | ---------------- | ---------------- | ------------------- |
| Panissage        | 38293        | 447              | 4.88             | 92                  |
| Virieu           | 38560        | 1111             | 11.38            | 98                  |